# Royal Sport Academy
Royal Sport Academy est une association sportive à but non lucratif. Elle s'inscrit dans le cadre d'une association qui contribue à la mise en valeur et la promotion de jeunes talents africains et camerounais.
La RSA (Royal Sport Academy) est la première académie sportive  camerounaise qui s'investit réellement dans le sens de la recherche du bien être des jeunes défavorisés, et même issus de familles pauvres.
L'académie est créée en 2005 et se situe à Yaoundé, dans le quartier dit Obili.